# Гранични прелаз Градина
Гранични прелаз Градина (буг. Граничен контролно-пропускателен пункт Калотина) се налази на граници између Бугарске и Србије, између села Градиње у општини Димитровград и села Калотина у западној Бугарској.
Градина се налази на главном ауто и железничком путу од западне Европе преко Истанбула до Азије. Овде је у античко време пролазио римски пут Виа милитарис. Овај прелаз је најважнији прелаз између Србије и Бугарске. Након приступања Бугарске Европској унији 2007. године изграђен је и ветеринарски пункт.